# Runa Bülow-Hübe

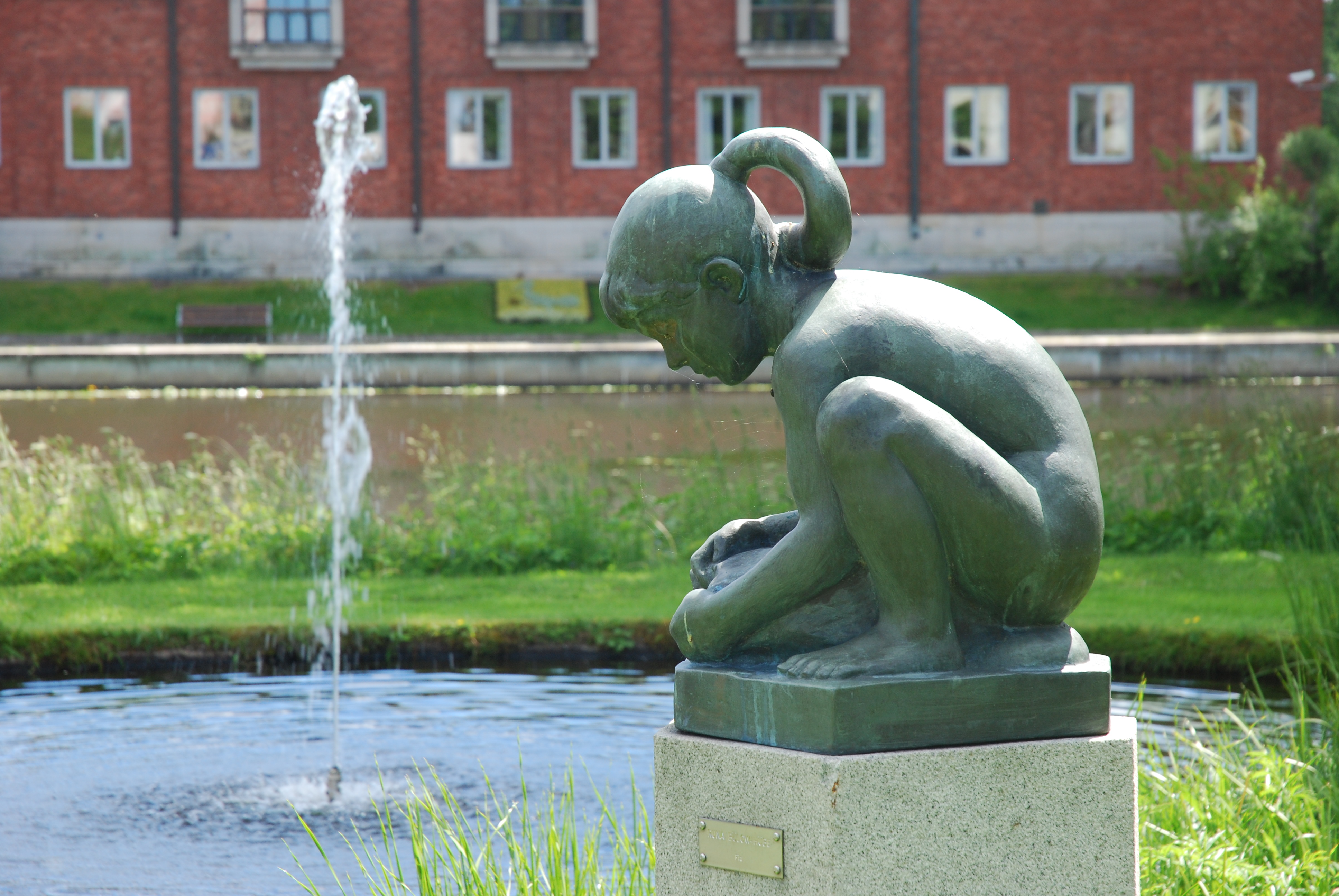
Pia, brons, Torggatan i Tranås.

Sigrid Runa Bülow-Hübe, född Knut-Ekwall den 17 mars 1890 på Romanö i sjön Sommen, död 1983 i Malmö, var en svensk skulptör.
Runa Bülow-Hübe växte upp på Romanö utanför Tranås som dotter till konstnären Knut Ekwall och konsertsångerskan Theresia Burkowitz-Pönitz. Hon utbildade sig på Kungliga Konsthögskolan i Stockholm för Carl Milles 1919–1924.
Runa Bülow-Hübe var gift med Erik Bülow-Hübe och mor till fyra barn, bland andra Staffan Bülow-Hübe och Torun Bülow-Hübe.

## Offentliga verk i urval
- Lea, konststen, Storgatan i Tranås
- Desperation, brons, Falkgatan i Tranås
- Pia, brons, Torggatan i Tranås
- Sportflickan, brons, parken vid Svartån, Torggatan i  Tranås